# STS–99
Az STS–99 jelű küldetés az amerikai űrrepülőgép-program 97., a Endeavour űrrepülőgép 14. repülése.

## Jellemzői
A  topográfiát segítő berendezéseket a Spacelab mikrogravitációs laboratóriumban helyezték, hogy legénység űrséták nélkül végezhessék feladatukat.

## Első nap
Eredetileg 1999. szeptember 16-án indult volna. Technikai hiba és időjárási okok miatt előbb októberre, majd november 19-ére jelölték startját. A fontosabb programok miatt végül 2000. február 11-én a szilárd hajtóanyagú gyorsítórakéták, Solid Rocket Booster(SRB) segítségével Floridából, a Cape Canaveral (KSC) Kennedy Űrközpontból, a LC39–A (LC–Launch Complex) jelű indítóállványról emelkedett a magasba. Az orbitális pályája 89,2 perces, 57 fokos hajlásszögű, elliptikus pálya perigeuma 224 kilométer, az apogeuma 242 kilométer volt. Felszálló tömeg indításkor 116 376 kilogramm, leszálló tömeg 1 023 632 kilogramm. Szállított hasznos teher 13 154 kilogramm

## Hasznos teher
- Shuttle Radar Topography Mission (SRTM) – Az amerikai Térképészeti Hivatal, a NASA és a Német Űrügynökség (DLR) közös programja. Nemzetközi térképészeti program keretében nagy felbontású digitális topográfiai adatbázis készítése (8 terabyte adatgyűjtés, 3D-s minőségű képekkel) a Földről. A Föld térkép elkészítésével gazdasági, vízrajzi modellezést segítették, repülőutakat-, mobiltelefon telefontornyokat- és biztonságos hajóutakat jelölhettek. A legénység 12 órás váltásokban végezte az előírt feladatokat. A szolgálati idő alatt 222 órát és 23 percet fordítottak a Föld térképezésére.
- EarthKAM – a NASA iskolai programjának elősegítésére összesen 2715 digitális fényképet készítettek. A képeket a Föld 75 középiskolájába küldték, segítve a földrajz, a földtudomány és a csillagászat oktatását.

## Tizenegyedik nap
2000. február 22-én a Kennedy Űrközponton (KSC), kiinduló bázisán szállt le. Összesen 11 napot, 5 órát, 39 percet és 41 másodpercet töltött a világűrben. 6 540 000 kilométert (4 060 000 mérföldet) repült, 182 alkalommal kerülte meg a Földet.

## Személyzet
(zárójelben a repülések száma az STS–99 küldetéssel együtt)
- Kevin Richard Kregel (4), parancsnok
- Dominic Lee Pudwill Gorie (2), pilóta
- Gerhard Thiele (1), küldetésfelelős – Német Űrügynökség (DLR)
- Janet Lynn Kavandi (2), küldetésfelelős
- Janice Elaine Voss (5), küldetésfelelős
- Mamoru Mohri (2), küldetésfelelős – Japán Űrügynökség (JAXA)

### Visszatérő személyzet
- Kevin Richard Kregel (4), parancsnok
- Dominic Lee Pudwill Gorie (2), pilóta
- Gerhard Thiele (1), küldetésfelelős
- Janet Lynn Kavandi (2), küldetésfelelős
- Janice Elaine Voss (5), küldetésfelelős
- Mamoru Mohri (2), küldetésfelelős